# Fernando Manuel Pinto Rodrigues
Fernando Manuel Pinto Rodrigues, meglio noto come Nandinho (Setúbal, 13 ottobre 1975), è un ex calciatore portoghese, di ruolo difensore.

## Carriera

### Club
Ha giocato nella massima serie dei campionati portoghese e cipriota.

## Palmarès

### Club

#### Competizioni nazionali
- Coppa di Portogallo: 1

Vitória Setúbal: 2004-2005